# Nigel Spink
Nigel Philip Spink (Chelmsford, 8 augustus 1958) is een Engels voormalig voetballer die dienstdeed als doelman. Hij staat bekend om zijn carrière die 25 jaar heeft geduurd en was 19 jaar doelwachter bij Aston Villa, van 1977 tot 1996. Hij won de Europacup I met Aston Villa in 1982 en stopte pas op 42-jarige leeftijd, in 2001.

## Carrière
Na een seizoen bij Chelmsford City te hebben gespeeld, verhuisde Spink reeds op 20-jarige leeftijd naar Aston Villa. Hij speelde weinig in zijn beginperiode bij de club uit Birmingham die eind jaren 70 en begin jaren 80 erg succesvol was.
Hij mocht meespelen tijdens de finale van de Europacup I van 1982 tegen het Bayern München van sterspeler Karl-Heinz Rummenigge, verdediger Klaus Augenthaler en aanvoerder Paul Breitner. Vaste doelman Jimmy Rimmer viel na amper tien minuten uit met een blessure. Spink had op dat moment slechts één competitiewedstrijd op de teller, maar coach Tony Barton had geen andere keuze dan zijn onervaren doelman de wei in te sturen. Hoewel de Duitsers vooraf de grote favoriet waren, veroverde Aston Villa de beker. Aanvaller Peter Withe scoorde het enige doelpunt. Spink hield een clean sheet ondanks het voorafgaandelijk afwerken van slechts één officiële wedstrijd.
In januari 1983 speelde hij beide finalewedstrijden om de UEFA Super Cup 1982 tegen het Spaanse FC Barcelona. Waar hij in de heenwedstrijd nog een doelpunt slikte van Marcos Alonso sr – vader van Marcos Alonso – hield Spink in de terugwedstrijd de netten schoon. Villa versloeg Barça met 3-0, nota bene na verlenging.
Spink moest vervolgens meer dan tien jaar wachten op zijn derde en laatste trofee. In maart 1994 versloeg Aston Villa op overtuigende wijze Manchester United, de gedoodverfde titelfavoriet, in de strijd om de League Cup (3-1). De Australiër Mark Bosnich, in 1992 gehaald onder manager Ron Atkinson, kreeg echter de voorkeur op Spink. Hij speelde vanaf het seizoen 1992/1993 nog 55 wedstrijden voor Aston Villa in de nieuwe Premier League, met 16 clean sheets. Spink verliet Villa Park in 1996, nadat hij definitief zijn plaats verloor aan Bosnich. Na drie jaar bij Millwall te hebben doorgebracht, sloot Spink zijn loopbaan af bij Forest Green Rovers als speler-coach.
Hij speelde één keer voor het Engels voetbalelftal in 1983. Spink bleef na zijn pensioen een jaar trainer van Forest Green Rovers, maar werd ontslagen in september 2002.
Spink runt een koerierbedrijf sinds 2012.

## Erelijst
Aston Villa FC
- Europacup I

1982
- UEFA Super Cup

1982*
- League Cup

1994
* wedstrijden gespeeld in januari 1983